# كفر عميم (حماة)
هناك مقالة أخرى عن قرية كفر عميم في محافظة إدلب

كفر عميم قرية تتبع منطقة محردة في محافظة حماة في سورية.